# 2008 na ciência

## Mortes
| Data        | Nome          | Profissão                   | Nacionalidade                         | Observações | Ref                     |
| ----------- | ------------- | --------------------------- | ------------------------------------- | --- | ----------------------- |
| 8 de abril  | Graham Higman | matemático                  | Reino Unido da Grã-Bretanha e Irlanda | n. 1917 Medalha De Morgan 1974 Medalha Sylvester 1979 | [ 1 ] [ 2 ]             |
| 16 de abril | Edward Lorenz | meteorologista e matemático | Estados Unidos                        | n. 1917 Medalha Carl-Gustaf Rossby 1969 Prémio Crafoord 1983 Medalha Elliott Cresson 1989 Prémio Kyoto 1991 Medalha de Ouro Lomonossov 2004 Medalha Buys Ballot 2004 | [ 3 ] [ 4 ] [ 5 ] [ 6 ] |